# Mathilde Carstens
Mathilde Carstens (født 7. marts 2002) er en dansk fodboldspiller, der spiller på midtbanen for Brøndby IF i Gjensidige Kvindeligaen og Danmarks U/23-kvindefodboldlandshold.
Hun deltog desuden ved U/17-EM i fodbold for kvinder 2019 i Bulgarien, hvor holdet dog ikke nåede videre fra gruppespillet. Hun har spillet 7 U/19-landskampe.
Hun er tvillingesøster og holdkammerat med Signe Carstens.